# إلمر بيرغر
إلمر بيرغر (بالإنجليزية: Elmer Berger)‏ هو مهندس أمريكي، ولد في 1891، وتوفي في 1952.